# Santa Luzia (Funchal)
Santa Luzia ist eine portugiesische Gemeinde (Freguesia) im Kreis Funchal mit 5490 Einwohnern (Stand 19. April 2021).